# Trionymus calamagrostidis
Trionymus calamagrostidis är en insektsart som först beskrevs av Borchsenius 1949.  Trionymus calamagrostidis ingår i släktet Trionymus och familjen ullsköldlöss. Inga underarter finns listade i Catalogue of Life.